# James Seddon
Pour les articles homonymes, voir Seddon.
James Alexander Seddon (13 juillet 1815 - 19 août 1880) est un avocat et homme politique américain qui servit au Congrès des États-Unis comme membre du Parti démocrate. Il fut aussi secrétaire à la guerre des États confédérés d'Amérique, durant la guerre de Sécession.

## Biographie
Né à Falmouth, dans le comté de Stafford, en Virginie, Seddon était un descendant de William Alexander, comte de Stirling. En raison de sa santé fragile, Seddon est éduqué principalement à la maison et devient autodidacte. À l'âge de vingt et un ans, il entre à la faculté de droit de l'université de Virginie. Après l'obtention de son diplôme, Seddon s'installe à Richmond, où il établit un cabinet d'avocats avec succès.
En 1845, il est nommé par le parti démocrate pour le Congrès et est facilement élu. Deux ans plus tard, il est renommé, mais refuse en raison des différences de plate-forme avec le parti. En 1849, Seddon est réélu au Congrès, de décembre 1849 à mars 1851. En raison de sa mauvaise santé, il refuse une autre nomination à la fin de son mandat et se retire à « Sabot Hill », son domaine sur la James River au-dessus de Richmond.
Seddon assiste à la convention de paix tenue à Washington, DC, en 1861, qui essaie de concevoir un moyen d'empêcher la guerre civile imminente. Plus tard dans la même année, il assiste au congrès confédéré provisoire. Le président Davis le nomme secrétaire de la guerre, poste qu'il occupe jusqu'au 1er janvier 1865, date à laquelle il se retire de la vie publique pour se rendre dans son domaine.

## Historique électoral
- 1845 : Seddon est élu à la chambre des représentants des États-Unis avec 52,28 % des voix, battant John Minor Botts du parti whig
- 1849 : Seddon est réélu avec 53,64 % des voix, battant Botts du parti whig.